# Fallada: Letztes Kapitel
Fallada: Letztes Kapitel (alemany: Fallada: Últim capítol) és una pel·lícula dramàtica d'Alemanya de l'Est del 1988 dirigida per Roland Gräf sobre la vida de Hans Fallada. Va ser inscrita al 39è Festival Internacional de Cinema de Berlín.

## Argument
La pel·lícula està ambientada als anys 30 a Alemanya, i tracta d'un escriptor, un escriptor polític però que no es considerava un escriptor. La consolidació contínua de la base de poder del nazi al seu voltant li va provocar una pressió immensa i el va fer caure en una profunda crisi personal i perdre l'equilibri mental.

## Repartiment
- Jörg Gudzuhn com a Hans Fallada
- Jutta Wachowiak com a Anna Fallada
- Katrin Saß com a Ursula Losch
- Corinna Harfouch com a Else-Marie Bukonje
- Ulrike Krumbiegel com a Anneliese
- Marga Legal com Falladas Mutter
- Hermann Beyer com a Abteilungsleiter
- Carl Heinz Choynski com a Paselk, Wächter
- Werner Dissel com a Doctor
- Werner Godemann com a gendarm
- Peter-Mario Grau com a periodista
- Aleksei Yakubov com a oficial de Kleiner
- Werner Kos com a periodista
- Joachim Lätsch com a August